# Roger Franzén
Hans Roger Franzén (17 luglio 1964) è un allenatore di calcio ed ex calciatore svedese, tecnico della Nazionale svedese Under-17.

## Carriera

### Giocatore
Come calciatore ha militato dal 1979 al 1994 nell'Huddinge IF, squadra militante nelle serie minori svedesi.

### Allenatore
L'Huddinge IF è stata anche la squadra in cui ha iniziato ad allenare, sedendo sulla panchina giallonera dal 1994 al 2004.
Successivamente ha svolto tre anni come vice di Claes Eriksson al Brommapojkarna, nel campionato di Superettan.
Nel 2008 ha iniziato a guidare l'Hammarby Talang FF, formazione impegnata nei campionati minori ma legata all'Hammarby nell'ottica di fornire potenziali futuri giocatori alla squadra principale.
Nel settembre 2010 è stato promosso alla guida dell'Hammarby, visti i buoni risultati conseguiti con l'Hammarby Talang. La prima squadra biancoverde tuttavia non ottiene i risultati sperati, rimanendo lontana dalla zona promozione della Superettan, così nell'agosto 2011 Franzén viene esonerato.
Nella stagione 2012 passa in Allsvenskan al GIF Sundsvall, in qualità di vice di Sören Åkeby insieme a Joel Cedergren. A partire dall'anno successivo Franzén e Cedergren vengono promossi entrambi al ruolo di capo allenatore della prima squadra, componendo un tandem. Il 17 settembre 2016 la società, reduce da 2 pareggi e 5 sconfitte, ha deciso di sollevare Franzén dall'incarico, lasciando il solo Cedergren alla guida della squadra.